# Soběslav
Soběslav är en stad i Tjeckien.   Den ligger i regionen Södra Böhmen, i den centrala delen av landet, 90 km söder om huvudstaden Prag. Soběslav ligger 408 meter över havet och antalet invånare är 7 308.
Terrängen runt Soběslav är huvudsakligen platt. Soběslav ligger nere i en dal som går i nord-sydlig riktning. Runt Soběslav är det ganska glesbefolkat, med 25 invånare per kvadratkilometer. Närmaste större samhälle är Tábor, 17,7 km norr om Soběslav. Trakten runt Soběslav består till största delen av jordbruksmark.